# Goldbecher von Eschenz

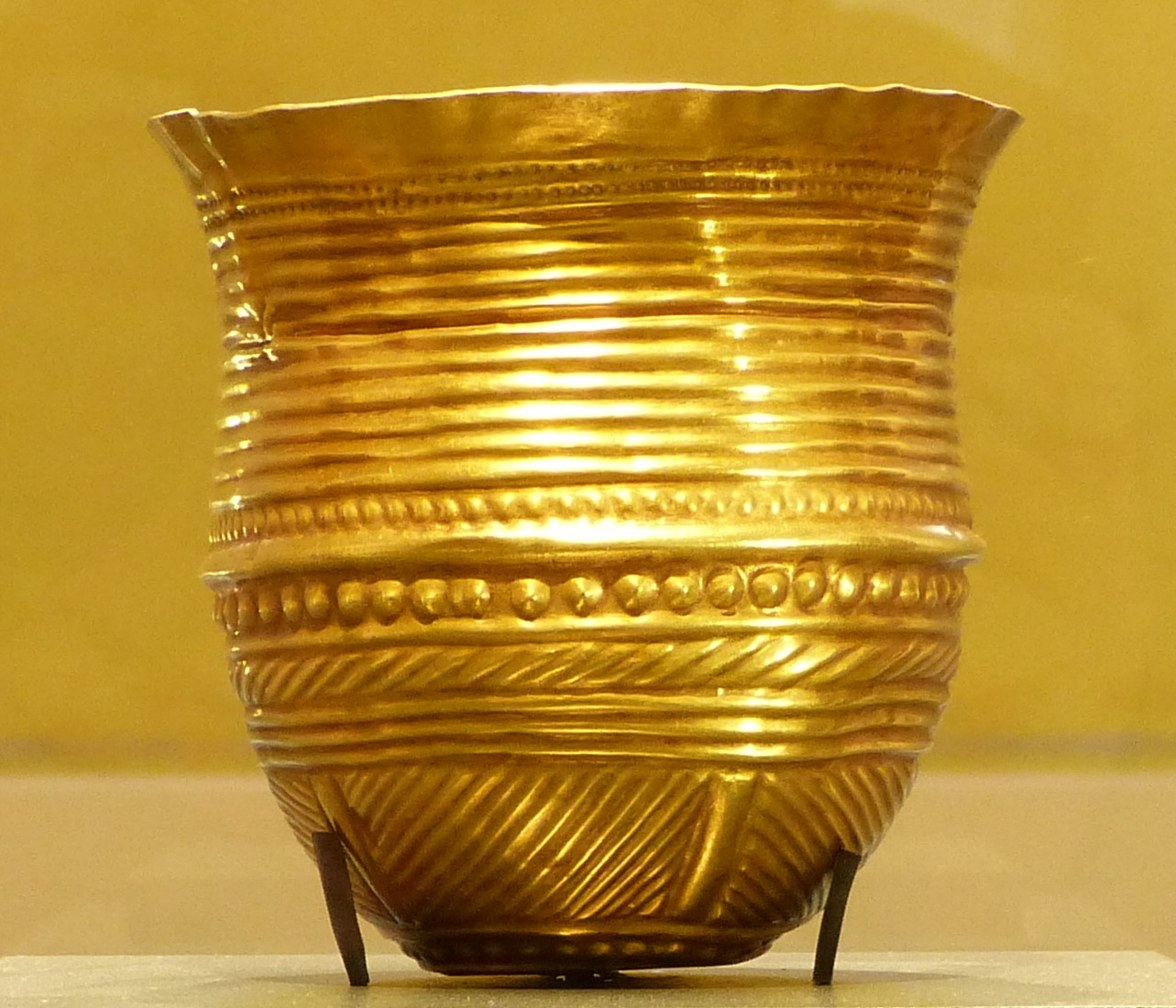
Goldbecher von Eschenz

Der Goldbecher von Eschenz ist ein Trinkgefäß der frühen Bronzezeit (um 2400 bis 1600 v. Chr.) Er befindet sich in der Sammlung des Museums für Archäologie Thurgau in Frauenfeld in der Schweiz.
Er wurde 1916 in Eschenz im Kanton Thurgau gefunden, blieb jedoch von der Fachwelt unbeachtet. 1974 wurde er aus dem Familienbesitz eines Eschenzer Arztes dem Museum übergeben. Der vollständig erhaltene Becher, der in seiner äusseren Form an einen Glockenbecher erinnert, weist kleinere Schäden auf.
Die Höhe des Bechers beträgt 111 mm, der Mündungsdurchmesser 112 mm, die Wandstärke von 0,7 bis 0,8 mm am oberen Rand nimmt gegen den Gefässboden kontinuierlich ab. Der Becher wiegt 136 Gramm.
Da der Becher nicht aus einer sachgerechten Ausgrabung stammt, ist er nicht über den Befund oder durch Beifunde datiert. Seine Form und die Verzierungen bieten die Möglichkeit einer kunstgeschichtlichen Beurteilung. Obwohl aus Europa mehr als 150 prähistorische Goldgefässe bekannt sind, findet sich unter diesen nur ein Stück, das bezüglich der Form Ähnlichkeit mit dem Becher von Eschenz aufweist. Es ist dies der frühbronzezeitlich zu datierende Rillaton Gold Cup in Cornwall, der ein kontinentaler Import sein soll. Goldbecher, die in der Form Verwandtschaft mit dem von Eschenz zeigen, sind die Becher von Fritzdorf im Rhein-Sieg-Kreis in Nordrhein-Westfalen und Gölenkamp in Niedersachsen.
Es liegen zwei Elementanalysen vor. Das kantonale thurgauische Laboratorium errechnete eine mögliche Gold-Silber-Legierung mit 61 % Gold. Das chemisch-physikalische Laboratorium des Schweizerischen Landesmuseums kam mit der Röntgenfluoreszenzmethode auf Gold etwa 76,1 %; Silber 23,3 %; Kupfer 0,4 %; Zink 0,2 %. Beide Analysen lassen auf die Verwendung von Waschgold für die Herstellung des Bechers schliessen.